# Heinrichswil-Winistorf
Heinrichswil-Winistorf is een voormalige gemeente in het Zwitserse kanton Solothurn, en maakt deel uit van het district Wasseramt.
Heinrichswil-Winistorf telt 563 inwoners.

## Geschiedenis
In 1994 is de gemeente gevormd uit de gemeenten Heinrichswil en Winistorf, negentien jaar daarna in 2013 is de gemeente samengegaan met de andere gemeente Hersiwil en hebben de nieuwe gemeente Drei Höfe gevormd.